# Vivoin
Vivoin ist eine französische Gemeinde mit 899 Einwohnern (Stand: 1. Januar 2022) im Département Sarthe in der Region Pays de la Loire. Vivoin gehört zum Arrondissement Mamers und zum Kanton Sillé-le-Guillaume. Die Einwohner werden Vivoinais genannt. Sie ist eine mit dem Regionalen Naturpark Normandie-Maine assoziierte Zugangsgemeinde.

## Geografie
Vivoin liegt etwa 25 Kilometer nordnordwestlich von Le Mans an der Sarthe. Im östlichen Gemeindegebiet verläuft ihr Zufluss Orthon. Umgeben wird Vivoin von den Nachbargemeinden Chérancé im Norden, Doucelles im Nordosten, Meurcé im Osten, Lucé-sous-Ballon im Südosten, Maresché im Süden, Beaumont-sur-Sarthe und Juillé im Westen sowie Piacé im Nordwesten.
Durch die Gemeinde führt die Autoroute A28.

## Einwohnerentwicklung
| 1962                       | 1968 | 1975 | 1982 | 1990 | 1999 | 2006 | 2018 |
| -------------------------- | ---- | ---- | ---- | ---- | ---- | ---- | ---- |
| 806                        | 780  | 701  | 746  | 771  | 816  | 907  | 949  |
| Quellen: Cassini und INSEE |      |      |      |      |      |      |      |

## Sehenswürdigkeiten

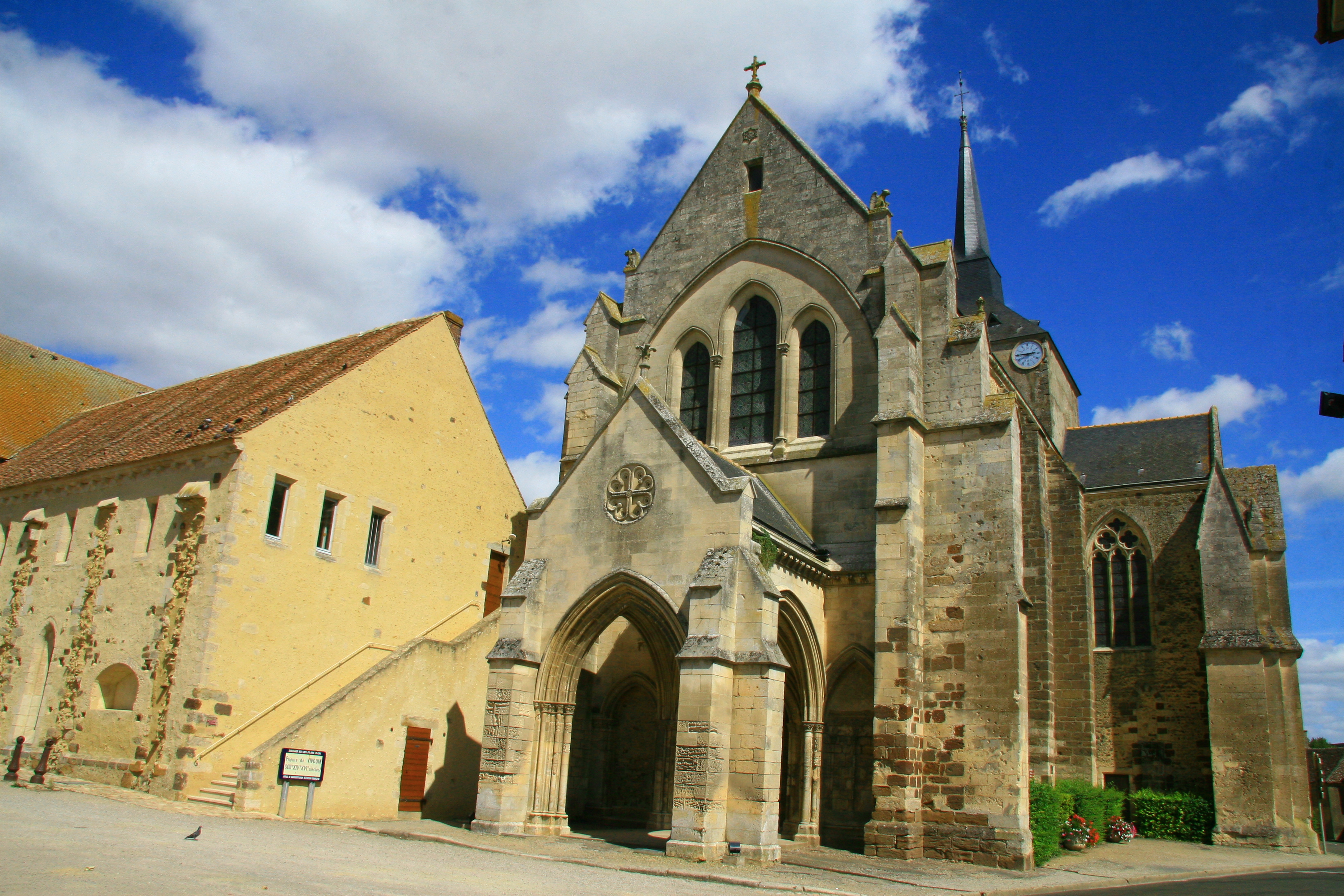
Kirche Saint-Hippolyte

- Kirche Saint-Hippolyte, Monument historique
- Herrenhaus Mirebeau
- Altes Siechenhaus
- Ehemalige Mühle